# نور هولسبور
نور هولسبور (انگلیسی: Noor Holsboer؛ زادهٔ ۱۲ ژوئیه ۱۹۶۷) ورزشکار هاکی روی چمن اهل پادشاهی هلند است.
وی در مسابقات کشوری و بین‌المللی در مجموع برندهٔ ۴ مدال طلا، ۱ مدال نقره، ۲ مدال برنز شده‌است.